# Fordul a világ
Koncz Zsuzsa a Fordul a világ című nagylemezét főként a rendszerváltás előfényei inspirálták 1988-ban.

## Az album dalai
1. Zeng az ének (Bornai Tibor) 4:20
2. Ha fordul a világ (Bornai Tibor – Bródy János) 3:27
3. Ősz elején (Dolák-Saly Róbert – Koncz Zsuzsa) 3:32
4. Unom a sok mesét (Móricz Mihály – Koncz Zsuzsa) 4:17
5. Szabadság, szerelem (Bornai Tibor – Bródy János) 3:48
6. A város közepén (Bornai Tibor – Bródy János) 4:42
7. Hol az a dal (Bornai Tibor – Bródy János) 3:41
8. Hó és szél (Laár András) 2:51
9. A hitetlenség átka (Szörényi Levente – Bródy János) 3:40
10. Hová tűntek... (Bródy János) 4:59

## Külső hivatkozások
- Információk Koncz Zsuzsa honlapján